# Trixie Mattel
Brian Michael Firkus, ismertebb szerepnevén Trixie Mattel (Milwaukee, 1989. augusztus 23. –) amerikai drag királynő, televíziós személyiség és énekes-dalszerző Milwaukee-ből, Wisconsinból. Eltúlzott, erősen camp stílusáról, valamint a komédia és az akusztikus pop keverékéről ismert. Miután kezdetben a 2015-ös RuPaul – Drag Queen leszek! hetedik szezonjában versenyzett, később megnyerte a RuPaul's Drag Race Szupersztárok harmadik évadát 2018-ban.
Mattel a World of Wonder websorozatának, az UNHhhh -nak (2016–jelenleg), annak Viceland spin-offjának, a A Trixie és Katya Show -nak (2017–2018) és a Netflix Szeretek nézni -nek (2019–jelenlegben) egyik főszereplője, Katya Zamolodchikova -val aki szintén egy drag királynő és gyakori munkatársa, akivel megalakítja a népszerű vígjátékpárost Trixie és Katya néven. Zenei stílusa elsősorban folk és country, első és második stúdióalbumával a Két Madár (2017) és a Egy Csapásra (2018) egyaránt a Billboard Folk Albums listán a tizenhatodik helyen szerepelt. Harmadik stúdióalbuma, a Barbara (2020) " elektro-folk " hangzást tartalmazott, első EP -je pedig a Full Coverage, Vol. 1 (2021) Mattel különböző dalainak feldolgozásaiból áll. Vígjáték különkiadását, a Trixie Mattel: Csak Ma Este (2020) a Critics' Choice Television Award- ra jelölték. Bíróként szerepelt az Univerzum királynői versenysorozatban (2021-napjainkig). A Trixie Motel főszereplője és producere is, ami egy limitált dokumentumsorozat, ahol élettársával, David Silverrel egy lepusztult motelt újítanak fel a kaliforniai Palm Springsben (2022).
Katyával együtt Mattel kiadta első könyvét, a Trixie és Katya Kézikönyve a Modern Női Élethez (2020), ami a New York Times bestsellerévé vált. Felkerült a New York Magazine "A Legerősebb Drag Királynők Amerikában" listájára, amin a negyedik helyen áll. Emellett üzemeltet egy YouTube -csatornát is, amely a szépségre és a zenére összpontosít, és gyakran dolgozik együtt más drag királynőkkel, valamint olyan hírességekkel, mint Iggy Azalea, Nicole Byer és Margaret Cho . Üzleti vállalkozásai közé tartozik, hogy a 2019-ben indult Trixie Cosmetics kozmetikai márka alapítója és vezérigazgatója. Mattel személyét a Barbie babák iránti szeretete ihlette: nagy Barbie-gyűjteménye van, amelyet YouTube-csatornáján osztott meg videóiban.

## Pályafutása

### 1989–2014: A kezdetek, tanulmányai
Brian Michael Firkus 1989. augusztus 23-án született Milwaukee-ban, Wisconsin államban. Ő Ojibwe leszármazású, és egy amerikai őslakos családból származik a Wisconsin állambeli Crivitzből .   Volt egy bántalmazó mostohaapja, aki "Trixie"-nek hívta, valahányszor nőiesen viselkedett, ami később ihlette a drag nevét. Vezetéknevét a Mattel Barbie babák és gyermekjátékok iránti affinitása ihlette. Mielőtt a "Trixie Mattel" mellett döntött volna, eredetileg a Cupcake nevet vette fontolóra. 15 évesen a nagyszüleihez költözött. Nagyapja countryzenész volt, aki megtanította gitározni.
A középiskola elvégzése után Firkus Wisconsin-Milwaukee Egyetem Peck Művészeti Iskolájában tanult, ahol zenei színházból BFA-t szerzett, és a drag-et a The Rocky Horror Show egyik produkciójában ismerte meg, az Oriental Színházban.  Drag királynőként lépett fel először a Milwaukee-i LaCage NiteClubban, és állandó fellépője lett Milwaukee-i drag-szférának.  Fellépett más drag királynőkkel, Kim Chi -vel és Shea Couleéval Milwaukee-ban, és időnként Chicagóban is fellépett.  2014-ben szépségiskolába járt, majd visszavonult, hogy részt vegyen a RuPaul's Drag Race versenyen. A drag-en kívül akkoriban kozmetikával is foglalkozott, a Sephoránál, valamint az Ultánál és a MAC-nél dolgozott.

### 2015–2017:RuPaul – Drag Queen Leszek!,UNHhhh,Két Madárés ATrixie és Katya Show
Mattel először a RuPaul's Drag Race 7. évadában, 2015-ben kapott széleskörű figyelmet versenyzőként. Először a negyedik epizódban esett ki, majd a nyolcadik epizódban újra beszállt a versenybe, megnyerve a „Sziámi Ikrek” kihívást Pearl Liaisonnal . A Mattel a 10. epizódban ismét kiesett,  így a hatodik lett az összesítésben, és ő lett az első királynő, aki egy epizódnál tovább bírta, miután visszatért a versenybe. A műsorban való szereplése után a Mattel előadta stand-up comedy turnéját a "3 Éven Felülieknek"-et 2015 és 2017 között.

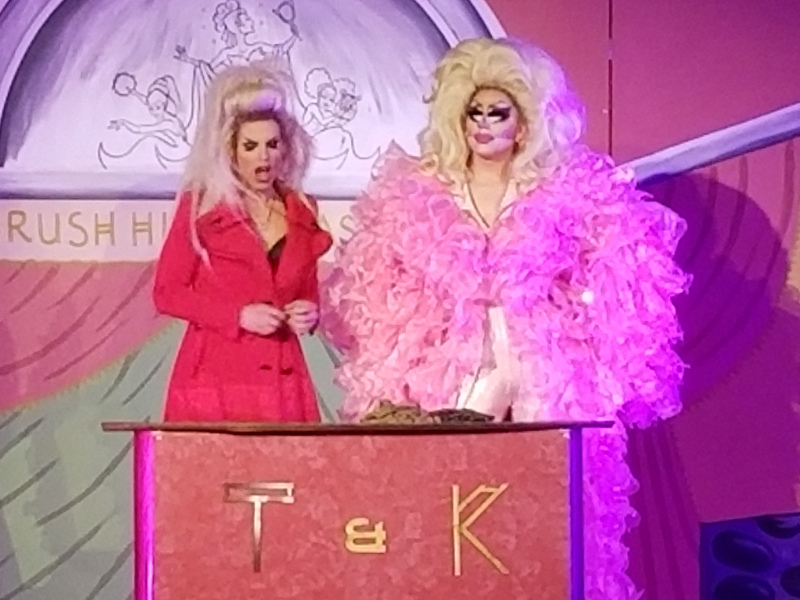
"Trixie és Katya Középiskolai Találkozója" 2017 novemberében

2015 októberében Mattel vendégszerepelt a WOWPresents Fashion Photo Review különkiadásában, a hetedik évad másik versenyzőjével, Katya Zamolodchikovával . A World of Wonder később elindította az UNHhhh című komikus websorozatot, amelyben a duó szerepel. A sorozat a WOW Presents YouTube csatorna egyetlen sikeres műsora lett, és megszerezte az első Streamy Award jelölést az év műsora kategóriában a 7. Streamy Awardson. 2016 novemberében Mattel vendégszerepelt az American Horror Story: Roanoke című sorozatban, amelyben magát játszotta. Mattel 2017. május 2-án saját kezűleg adta ki bemutatkozó stúdióalbumát Two Birds címmel. Az album a Heatseekers Albums listán a második helyen, az Independent Albums listán a hatodik helyen, az Americana/Folk Albums listán pedig a 16. helyen debütált.    2017 decemberében Mattel kiadta a Házi Karácsony című EP-t, amely három felvett karácsonyi dalt tartalmaz Zamolodchikovával.
Firkus nyíltan meleg .  2016 óta áll kapcsolatban David Silver filmrendezővel, aki Moving Parts című dokumentumfilmjét is készítette. Vegetáriánus   és ateista is.
2017 októberében bejelentették, hogy az UNHhhh a második évad után véget ér. Nem sokkal ezután bemutatták az UNHhhh televíziós spin-offját a Viceland számára, The Trixie and Katya Show címmel. Az előadás 2018 márciusáig tartott. Az évad közepén Zamolodcsikova mentális egészségügyi krízisben szenvedett, amelyet a droggfüggőség visszaesése váltott ki, ami miatt Bob the Drag Queen váltotta fel a szezon hátralévő részében. Mattel és Zamolodchikova később 2018 októberében újra összejött az UNHhhh harmadik évadára.
2017 novemberében Mattel és Zamolodchikova szerepelt a Romy és Michele középiskolai találkozója című 1997-es kultikus film drag színpadi adaptációjában, "Trixie és Katya középiskolai találkozója" címmel. Szintén 2017 novemberében Mattel készített egy videót a GQ Magazine-nak "Trixie Mattel mogyoróvajas-lekváros szendvicset készít (és ami még fontosabb, egy koktélt)", amely a James Beard Foundation Awards jelölését nyerte el humor kategóriában.

### 2018–2019–Szupersztárok,Egy KőésMoving Parts
Mattel később visszatért a Drag Race franchise-hoz a RuPaul's Drag Race: Szupersztárok harmadik évadára , amely 2018. január 25-én indult. 2018. március 15-én versenyzőtársai rá szavaztak, hogy bejusson az végső kettőbe, ahol Kennedy Davenport ellen megnyerte az utolsó lip-syncet. 2018 decemberében a televíziós különleges RuPaul's Drag Race Holi-slay Spectacular versenyen vett részt, és holtversenyben nyert a többi versenyzővel.
2018. február 3-án a Mattel kiadta a "Moving Parts" című dalának akusztikus változatát, hogy reklámozza a következő albumát. Ez lett az első slágerlistán szereplő kislemeze, amely a Scottish Single Chartn a 83. helyre került. Második stúdióalbumát, a One Stone -t 2018. március 15-én, a Szupersztárok fináléjával egy időben adta le. Az album a Folk Albums listán a 16., az Independent albumlistáján a tizedik, a Heatseekers toplistán pedig az első helyre került, ezzel a Mattel első albuma lett, amely a Billboard toplistájának első helyére került.
2018 áprilisában elindította új vígjátékos világkörüli turnéját , a Now with Moving Parts -t, amelyet ugyanebben az évben a Super Bowl Cut turné követett. A Trixie Mattel: Moving Parts című dokumentumfilmet 2019 áprilisában mutatták be a Tribeca Filmfesztiválon, és 2019 májusáig vetítették. Dokumentálja Mattelt, amint a Szupersztárok győzelmét követő "Moving Parts" turnéra indul, valamint személyes küzdelmeit.  A dokumentumfilmet 2019. december 3-án tették elérhetővé a Video On Demand platformokon. A hozzá tartozó akusztikus hangsáv később decemberben jelent meg. Mattel első különleges vígjátéka, a Trixie Mattel: Vékony Legenda 2019. szeptember 26-án került adásba az OutTV-n Kanadában.

### 2019–2021:Barbara,Trixie és Katya Útmutatója a modern női élethez,A kopasz és gyönyörű, és Full Coverage 1. fejezet
2018 szeptemberében a Billboardnak adott interjújában bejelentette, hogy harmadik stúdióalbumán, a Barbarán dolgozik, amely " elektro-folk " hangzást tartalmaz .  A „Yellow Cloud” az album első kislemezeként 2019. május 17-én jelent meg, bár nem jutott el a végső slágerbe. A „Malibu” hivatalos első kislemezként 2020. január 24-én jelent meg, az albumot pedig egy héttel később a Producer Entertainment Group és az ATO Records adta ki.  Az album később megkapta a GLAAD Media Award jelölést a legjobb áttörést jelentő előadó kategóriában.
2019 januárjában Mattel és Zamolodchikova elindította az UNHhhh negyedik évadát. 2019 júniusában a Mattel egyike volt annak a 37 drag királynőnek, akik a New York magazin címlapján szerepeltek. A magazin rangsorolta Amerika 100 legerősebb drag királynőjét, és Mattelt a 4. helyre helyezte.
A COVID-19 világjárvány idején felfüggesztették az UNHhhh ötödik évadának forgatását. Helyette Mattel és Zamolodchikova elindította a Trixie és Katya Megmenti a Világot című sorozatot, amelyet otthonaikból forgattak.Mattel arra is szánt időt, hogy elkezdje felépíteni YouTube -csatornáját, amely korábban smink és zenei videókat tartalmazott, és kibővült a játékgyűjtői időtöltését tükröző tartalommal, új Barbie -kollekciókat ismertető, babatörténetről vagy sütésről szóló videókkal Easy Bake sütőkkel. Mattel és Zamolodchikova 2020-ban folytatta az UNHhhh ötödik évadának forgatását, és elindították a A Kopasz és a Gyönyörű című podcastjukat. 2020. július 14-én Mattel és Zamolodchikova kiadta a Trixie és Katya's Útmutatója a Modern Női Élethez című könyvet, amely a női önsegítő könyvek szeretetteljes paródiája. A könyv a New York Times bestsellerje volt.
2020 szeptemberében a Mattel kiadta Lana Del Rey " Video Games " című dalának feldolgozását, amely a skót kislemezlistán a 66., a UK Downloads listán pedig a 89. helyen végzett. 2020 decemberében bejelentették, hogy Mattel és Zamolodchikova közös házigazdája lesz a 10. Streamy Awards -nak Los Angelesben . Ugyanezen a ceremónián a duót jelölték az év műsora és a Forgatókönyv nélkülisorozat kategóriában az UNHhhh című sorozatra, ez utóbbi kategóriát megnyerve.
2021 februárjában Mattel kiadta a Violent Femmes "Blister in The Sun" című számának feldolgozását, és bejelentette a Full Coverage című EP-t, Vol. 1, amely tartalmazza a két fent említett kislemezt, valamint a " Jackson " feldolgozását Orville Peckkel . Az EP 2021. április 30-án jelent meg. 2021 májusában bejelentették, hogy Mattel a Trixie Motel főszereplője lesz, egy valóságsorozat a Discovery+-on, amely Mattel azon erőfeszítéseit követi majd, hogy felújítson egy régi motelt Palm Springsben. 2021. július 1-jén hivatalosan bejelentették, hogy Mattel egy randevúzási show-ban fog együtt szerepelni Zamolodcsikovával, hogy segítsen neki partnert találni.
2021 augusztusában a Mattel és Zamolodchikova hírlevelet indított, amely könnyed tanácsokat is tartalmazott, a Gooped címen. 2021 novemberében Mattel az Integrity Toys -szal együttműködve bejelentette a "Trixie Babát", egy gyűjthető divatbabát az ő hasonmására.

### 2021–jelenleg: A Szőkeés Rózsaszín Albumok,Trixie MotelésDolgozó Lányok
2021 decemberében mutatkozott be a Univerzum Királynői drag királynő énekverseny, amelyen Mattel a négy zsűri egyike volt.  2021. november 12-én Mattel kiadta a Hello Hello című kislemezt, amelyet lazán a 60-as évek power pop -ja ihlette. A klip koreográfiáját Laganja Estranja, a drag race volt versenyzője készítette. Joseph Longo Them-zől a következőket mondta: „A „Hello Hello”-val Mattel a popsztár státusza mellett szól – kidolgozott koreográfia, nyájas háttértáncosok, kifejező smink és csillogó miniruha. 2022. január 28-án a Shakey Graves közreműködésével megjelent "This Town" kislemez amit, a negyedik stúdióalbumának bejelentésével követett a The Blonde & Pink Albums című dupla albummal . A harmadik kislemez, a "C'mon, Loretta" 2022. április 15-én jelent meg, a teljes 14 számból álló album pedig 2022 júniusában.
2021 őszén Trixie Mattel partnerével, David Silverrel elkezdett felújítani egy motelt Palm Springsben . A felújítási folyamatot a Discovery+ limitált szériás Trixie Motel sorozata dokumentálta, amelynek premierje 2022. június 3-án történt.
2022. április 8-án bejelentették, hogy Trixie és Katya második könyve, a Working Girls: Trixie & Katya's Guide to Professional Womanhood 2022. október 25-én jelenik meg. A könyv tartalmazni fog „tanácsokat a modern munkahelyre lépőknek, beleértve szatirikus tippeket a pályaválasztáshoz, a „kiskereskedelmi pokol kilenc körében” való eligazodáshoz, a vállalati kultúrához, és az elkerülhetetlen hajózás a nyugdíjas korszakba. valamint kvízek és alkalmassági teszt.

## Üzleti vállalkozások

### Trixie Cosmetics
2019. május 1-jén Mattel bejelentette, hogy még abban a hónapban kiadja Trixie Cosmetics nevű sminkmárkáját, amely 2019. május 24-én lett elérhető a RuPaul's DragCon LA-n. Mattel korábban már belemerült a sminkiparba az Oh Honey! termékkel Sugarpill Cosmetics sminkmárkával együttműködve 2018-ban.
2020-ban a Trixie Cosmetics együttműködési kollekciót indított Zamolodchikovával "Red Scare" néven.

### Ez az!
2021 februárjában a Mattel bejelentette, hogy társtulajdonosa lett Wisconsin legrégebbi LMBTQ+ bárjának, a This Is It!, aminek helye Milwaukee, Wisconsin.

## Művészet
Vígjátékos drag személyisége mellett Mattel country folk énekes-dalszerző is. A Rolling Stone -nak nyilatkozva Mattel elsősorban June Carter Cash -t és Dolly Partont sorolta fel, és kijelenti, hogy George Jones, Conway Twitty és Johnny Cash zenéjén nőtt fel. Jason Isbell, Kris Kristofferson, Aimee Mann, Michelle Branch és Kacey Musgraves rajongója is .  Harmadik stúdióalbumának, a Barbara -nak Mattel több hatását a The Go-Go's, a Blondie, a The B-52's, a Fountains of Wayne, a Weezer, Aimee Mann és a The Click Five is befolyásolta.

## Filmográfia

### Film
| Év   | Cím                         | Szerep                        | Megjegyzések   |  |
| ---- | --------------------------- | ----------------------------- | -------------- |  |
| 2019 | Trixie Mattel: Mozgó részek | Önmaga (drag közben és kívül) | Dokumentumfilm |  |

### Televízió
| Év            | Cím                                         | Szerep                        | Megjegyzések                                                                                        |        |
| ------------- | ------------------------------------------- | ----------------------------- | --------------------------------------------------------------------------------------------------- | ------ |
| 2015          | RuPaul Drag Queen Leszek                    | Önmaga (versenyző)            | 7. évad, 6. hely                                                                                    | [ 51 ] |
| 2016          | RuPaul Drag Queen Leszek                    | Önmaga (vendég)               | 8. évad, 10. rész: "Grand Finale"                                                                   |        |
| 2015          | RuPaul Drag Race: Kitárva                   | Önmaga                        | 7. évad                                                                                             |        |
| 2016          | Amerikai horror sztori: Roanoke             | Önmaga                        | 6. évad, 10. rész: " 10. fejezet "                                                                  | [ 52 ] |
| 2016          | Gay for Play Game Show RuPaul szereplésével | Önmaga                        | 1. évad, 5. rész: "Mindy Cohn közreműködésével" 2. évad, 2. rész: "Frankie Grande közreműködésével" |        |
| 2017–2018     | A Trixie és Katya Show                      | Önmaga (társ műsorvezető)     | 14 epizód                                                                                           | [ 53 ] |
| 2018          | RuPaul Drag Race Szupersztárok              | Önmaga (versenyző)            | 3. évad, győztes                                                                                    | [ 24 ] |
| 2018          | RuPaul Drag Queen Leszek                    | Önmaga (vendég)               | 10. évad, 1. rész: "10s Across The Board"                                                           |        |
| 2018          | RuPaul Drag Queen Leszek                    | Pezsgő (hangja)               | angol szinkron; Főszerep                                                                            |        |
| 2018          | Larry King most                             | Önmaga                        | Vendég                                                                                              |        |
| 2018          | RuPaul's Drag Race Holi-slay Spectacular    | Önmaga (versenyző)            | Közös Győztes                                                                                       |        |
| 2019          | RuPaul Drag Race Szupersztárok              | Önmaga (vendég)               | 4. évad, 10. rész: "Super Queen Grand Finale"                                                       |        |
| 2019          | RuPaul Drag Queen Leszek                    | Önmaga (vendég)               | 11. évad, 5. rész: "Monster Ball"                                                                   |        |
| 2019          | RuPaul Drag Queen Leszek                    | Önmaga                        | Televíziós külön                                                                                    | [ 29 ] |
| 2020          | RuPaul titkos híresség Drag Race            | Önmaga (mentor)               | 1. évad, 1. rész: "Secret Celebrity Edition #101"; Győztes                                          |        |
| 2021          | Crank Yankers                               | Önmaga                        | 6. évad, 8. rész: "Kathy Griffin, Trixie Mattel és Chelsea Peretti"                                 |        |
| 2021          | A Boulet testvérek Dragulája                | Ő maga (bíró)                 | 4. évad, 3. rész: "Furcsa, vad, nyugat"                                                             | [ 54 ] |
| 2021-jelenleg | Az Univerzum királynői                      | Ő maga (bíró)                 | |        |
| 2022          | Trixie Motel                                | Önmaga (drag közben és kívül) | Discovery+ korlátozott dokumentumtár; ügyvezető producer is egyben                                  |        |
| 2022          | Kátyától szeretettel                        | Ő maga (házigazda)            | OutTV USA társkereső műsor                                                                          |        |

### Web sorozat
| Év            | Cím                                 | Szerep                    | Megjegyzések | Ref    |
| ------------- | ----------------------------------- | ------------------------- | --- | ------ |
| 2015–2018     | Whatcha Packin'                     | Önmaga                    | 2 epizód |        |
| 2015–2017     | Hey Qween!                          | Önmaga                    | 3 epizód |        |
| 2015          | Átváltozások James St. James -szel  | Önmaga                    | Epizód: "Trixie Mattel" |        |
| 2016          | Trónok melege                       | Önmaga                    | 6. évad, 4. rész: "Thrust of the Stranger" |        |
| 2016 – jelen  | UNHhhh                              | Önmaga (társ műsorvezető) | 7 évad, 183 epizód társ: Katya Zamolodchikovával                                                                                               | [ 55 ] |
| 2018–2021     | A Pit Stop                          | Önmaga (házigazda)        | RuPaul's Drag Race Szupersztárok (4. évad) Drag Race Kanada (1. évad) RuPaul's Drag Race (13. évad) RuPaul's Drag Race Szupersztárok (6. évad) | [ 55 ] |
| 2019          | The X Change Rate                   | Önmaga                    | Epizód: "Trixie Mattel" |        |
| 2019–2021     | That's Our Sally                    | Önmaga                    | Queerty Production |        |
| 2019-jelenleg | Szeretek nézni                      | Önmaga (társ műsorvezető) | Netflix YouTube műsor |        |
| 2020          | Trixie Mattel: Csak egy éjszaka     | Önmaga                    | Különleges zenés vígjáték |        |
| 2020          | Trixie és Katya Megmentik a világot | Önmaga (társ műsorvezető) | |        |
| 2020          | Gayme Show                          | Önmaga                    | Vendégbíró | [ 56 ] |
| 2020          | Instant Influencer                  | Önmaga                    | Vendégbíró | [ 57 ] |
| 2020          | 10. éves Streamy Awards             | Önmaga (társ műsorvezető) | |        |

## Diszkográfia
- Két madár (2017)
- Egy Kő (2018)
- Barbara (2020)
- A szőke és rózsaszín albumok (2022)

## Turnék
| Headlining tours - Ages 3 and Up (2015-2017) - Now with Moving Parts Tour (2018) - Super Bowl Cut (2018) - Skinny Legend Tour (2019) - Grown Up Tour (2020-2022) Co-headlining tours - Trixie and Katya Live! (with Katya) (2022-2023) |

## Bibliográfia
- Trixie és Katya útmutatója a modern női élethez . Plume . 2020.ISBN 9780593086704 .
- Dolgozó lányok: Trixie és Katya útmutatója a professzionális női szerephez . Toll. 2022.ISBN 9780593186114ISBN 9780593186114 .

## Dijak és jelölések
| Year | Award                                   | Category                                           | Work                                                          | Result        | Ref. |
| ---- | --------------------------------------- | -------------------------------------------------- | ------------------------------------------------------------- | ------------- | ---- |
| 2017 | Streamy Awards                          | Show of the Year                                   | UNHhhh                                                        |               |      |
| 2018 | James Beard Foundation Journalism Award | Humor                                              | Trixie Mattel Makes a PB&J (and More Importantly, a Cocktail) |               |      |
| 2018 | WOWIE Awards                            | Best Drag Music Video                              | "Break Your Heart"                                            |               |      |
| 2019 | WOWIE Awards                            | Best Documentary                                   | Trixie Mattel: Moving Parts                                   | [ 62 ]        |      |
| 2019 | WOWIE Awards                            | Best Beauty Line                                   | Trixie Cosmetics                                              | [ 62 ]        |      |
| 2019 | Streamy Awards                          | Unscripted Series                                  | UNHhhh                                                        |               |      |
| 2020 | Streamy Awards                          | Show of the Year                                   | UNHhhh                                                        | [ 63 ]        |      |
| 2020 | Streamy Awards                          | Unscripted Series                                  | UNHhhh                                                        | [ 63 ]        |      |
| 2020 | Queerty Awards                          | Documentary                                        | Trixie Mattel: Moving Parts                                   | [ 64 ]        |      |
| 2020 | Queerty Awards                          | Drag Royalty                                       | Herself                                                       | [ 65 ]        |      |
| 2020 | Queerty Awards                          | Indie Music Video                                  | "Yellow Cloud"                                                | [ 66 ]        |      |
| 2020 | WOWIE Awards                            | Outstanding Palette                                | Trixie Cosmetics' Summer of Love Palette                      | [ 67 ]        |      |
| 2021 | GLAAD Media Awards                      | Outstanding Breakthrough Artist                    | Barbara                                                       | [ 68 ] [ 69 ] |      |
| 2021 | Queerty Awards                          | Indie Music Video                                  | "Malibu"                                                      | [ 70 ]        |      |
| 2021 | Queerty Awards                          | Podcast                                            | The Bald and the Beautiful                                    | [ 70 ]        |      |
| 2021 | Canadian Podcasting Awards              | Outstanding Foreign Series                         | The Bald and the Beautiful                                    | [ 71 ]        |      |
| 2021 | American Influencer Awards              | Drag Influencer of the Year                        | Herself                                                       | [ 72 ]        |      |
| 2021 | Streamy Awards                          | Show of the Year                                   | UNHhhh                                                        | [ 73 ]        |      |
| 2021 | Streamy Awards                          | Unscripted Series                                  | UNHhhh                                                        | [ 73 ]        |      |
| 2022 | Critics' Choice Television Awards       | Best Comedy Special                                | Trixie Mattel: One Night Only                                 | [ 74 ]        |      |
| 2022 | Queerty Awards                          | Standout Stand-Up                                  | Trixie Mattel: One Night Only                                 | [ 75 ]        |      |
| 2022 | Queerty Awards                          | Indie Music Video                                  | "Hello Hello"                                                 | [ 76 ]        |      |
| 2022 | Queerty Awards                          | Podcast                                            | The Bald and the Beautiful                                    | [ 77 ]        |      |
| 2022 | Webby Awards                            | Best Podcast Ad                                    | The Bald and the Beautiful                                    | [ 78 ] [ 79 ] |      |
| 2022 | Webby Awards                            | Best Podcast Ad (People's Voice)                   | The Bald and the Beautiful                                    | [ 78 ] [ 79 ] |      |
| 2022 | Webby Awards                            | Arts & Entertainment Social Video                  | I Like to Watch                                               | [ 80 ] [ 81 ] |      |
| 2022 | Webby Awards                            | Arts & Entertainment Social Video (People's Voice) | I Like to Watch                                               | [ 80 ] [ 81 ] |      |
| 2022 | Webby Awards                            | Variety & Reality Video                            | "Office Tour (WARNING: ICONIC)"                               | [ 82 ] [ 83 ] |      |
| 2022 | Webby Awards                            | Variety & Reality Video (People's Voice)           | "Office Tour (WARNING: ICONIC)"                               | [ 82 ] [ 83 ] |      |
| 2022 | WOWIE Awards                            | Best Beauty Line                                   | Trixie Cosmetics                                              | [ 84 ] [ 85 ] |      |

## Fordítás
Ez a szócikk részben vagy egészben  a   Trixie Mattel című angol Wikipédia-szócikk ezen változatának fordításán alapul.  Az eredeti cikk szerkesztőit annak laptörténete sorolja fel. Ez a jelzés csupán a megfogalmazás eredetét és a szerzői jogokat jelzi, nem szolgál a cikkben szereplő információk forrásmegjelöléseként.